# متلازمة نلسون
متلازمة نلسون هي التوسع السريع لإفراز الهرمون الموجه لقشر الكظر لورم الغدة النخامية الذي يحدث بعد إزالة الغدة الكظرية بسبب عدم وجود ردود فعل سلبية من الكورتيزول على إنتاج الهرمون الموجه لقشر الكظر.

## العلامات والأعراض
تشمل العلامات والأعراض الشائعة وهن عضلي وفرط تصبغ الجلد بسبب زيادة الهرمون المنشط للخلايا الصباغية. متلازمة نيلسون نادرة الآن لأن الكظر الثنائي لا يستخدم الآن إلا في الحالات القصوى.

## الفزيولوجيا المرضية
إزالة كل من الغدد الكظرية، أو الكظر ثنائي، هي عملية لمتلازمة كوشينغ. إزالة كل من الغدتان الكظريتان يزيل إنتاج الكورتيزول، وعدم وجود ردود فعل سلبية من الكورتيزول يمكن أن تسمح لأي الهرمون الموجه لقشر الكظر موجود من قبل ورم الغدة النخامية المنتجة لان ينمو دون رادع. النمو المستمر يمكن أن يسبب آثار جماعية بسبب ضغط المادي لأنسجة المخ، جنبا إلى جنب مع زيادة إنتاج هرمون موجه لقشر الكظر وهرمون تحفيز الخلايا الصباغية.

## التشخيص
عادة ما يتم تنفيذ التصوير بالرنين المغناطيسي للدماغ لتحديد ورم الغدة النخامية مع نتائج تصوير بالرنين المغناطيسي إيجابية، يكون التشخيص هو مستوى عال من بلازما الهرمون الموجه لقشر الكظر لورم الغدة النخامية .

## العلاج
يتم تنفيذ جراحة الغدة النخامية في بعض الحالات. ويمكن أيضا أن يكون حد أدنى للخطر عن طريق العلاج الإشعاعي للغدة النخامية.